# Giro de Emilia Femenino
El Giro de Emilia (oficialmente: Giro dell'Emilia Internazionale Donne Elite) es una carrera ciclista femenina disputada en Italia, en los alrededores de Bolonia. Es la versión femenina de la carrera del mismo nombre.
Se creó en 2014 como carrera de categoría 1.2 y su primera edición fue ganada por la ciclista italiana Rossella Ratto. En 2015 la carrera ascendió a categoría 1.1 (máxima categoría del profesionalismo para carreras del Calendario UCI Femenino hasta 2019). En 2020 con la creación de las UCI ProSeries, la carrera ascendió a categoría 1.Pro.

## Palmarés
| Año  | Ganador               | Segundo                | Tercero               |
| ---- | --------------------- | ---------------------- | --------------------- |
| 2014 | Rossella Ratto        | Edwige Pitel           | Giorgia Bronzini      |
| 2015 | Elisa Longo Borghini  | Ashleigh Moolman-Pasio | Amber Neben           |
| 2016 | Elisa Longo Borghini  | Ashleigh Moolman-Pasio | Alena Amialiusik      |
| 2017 | Tatiana Guderzo       | Rasa Leleivytė         | Rossella Ratto        |
| 2018 | Rasa Leleivytė        | Arlenis Sierra         | Cecilie Uttrup Ludwig |
| 2019 | Demi Vollering        | Elisa Longo Borghini   | Nikola Nosková        |
| 2020 | Cecilie Uttrup Ludwig | Rasa Leleivytė         | Pauliena Rooijakkers  |
| 2021 | Mavi García           | Arlenis Sierra         | Rachel Neylan         |
| 2022 | Elisa Longo Borghini  | Veronica Ewers         | Sofia Bertizzolo      |
| 2023 | Cecilie Uttrup Ludwig | Marta Cavalli          | Juliette Labous       |
| 2024 | Elisa Longo Borghini  | Évita Muzic            | Juliette Labous       |
| 2025 |                       |                        |                       |

## Palmarés por países
| País         | Victorias |
| ------------ | --------- |
| Italia       | 6         |
| Dinamarca    | 2         |
| Lituania     | 1         |
| Países Bajos | 1         |
| España       | 1         |